# Xanthorhoe bifulvata
Xanthorhoe bifulvata là một loài bướm đêm trong họ Geometridae.